# ヴァーマナ

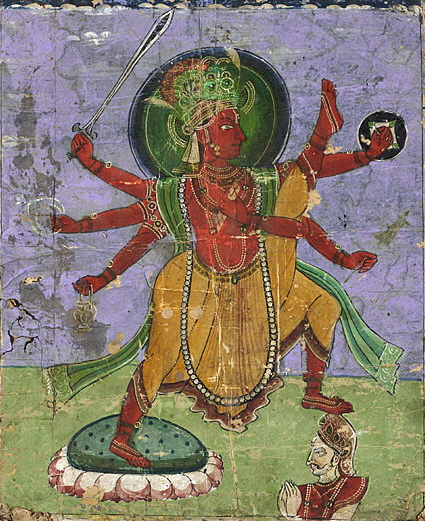
ヴァーマナがマハーバリの額に3歩目を下ろす場面。

ヴァーマナ（Vāmana, デーヴァナーガリー表記：वामन）は、ヒンドゥー教におけるヴィシュヌの第5のアヴァターラである。ヴァーマナは矮人で、デーヴァの敵、バリ（チャクラヴァルティ）から天と地を全て騙し取った。
ヴァーマナはバラモンの乞食少年を装って3歩歩いた分だけの土地を要求し、バリは師のアスラグル・スクラチャリヤの警告にもかかわらず、それを認めた。ヴァーマナは巨大化し、1歩目で大地を跨ぎ、2歩目で天を踏み、地底世界（パーターラ）はバリのために残しておいた。しかしバリは約束が履行されない事を望まなかった。そのためヴァーマナは3歩目でマハーバリの頭を踏み付けて地底世界へ押し付けることで同意した。バリは不死身にされ、今も地底世界に棲むと言われる。
バリは毎年、彼の国民の繁栄を保障すべく現世へ戻って来ると考えられている。それをインド南部のケーララ州ではオーナム祭で祭っている。
比較神話学では、ジョルジュ・デュメジルによって北欧神話の神ヴィーザルとの類似性が指摘されている。

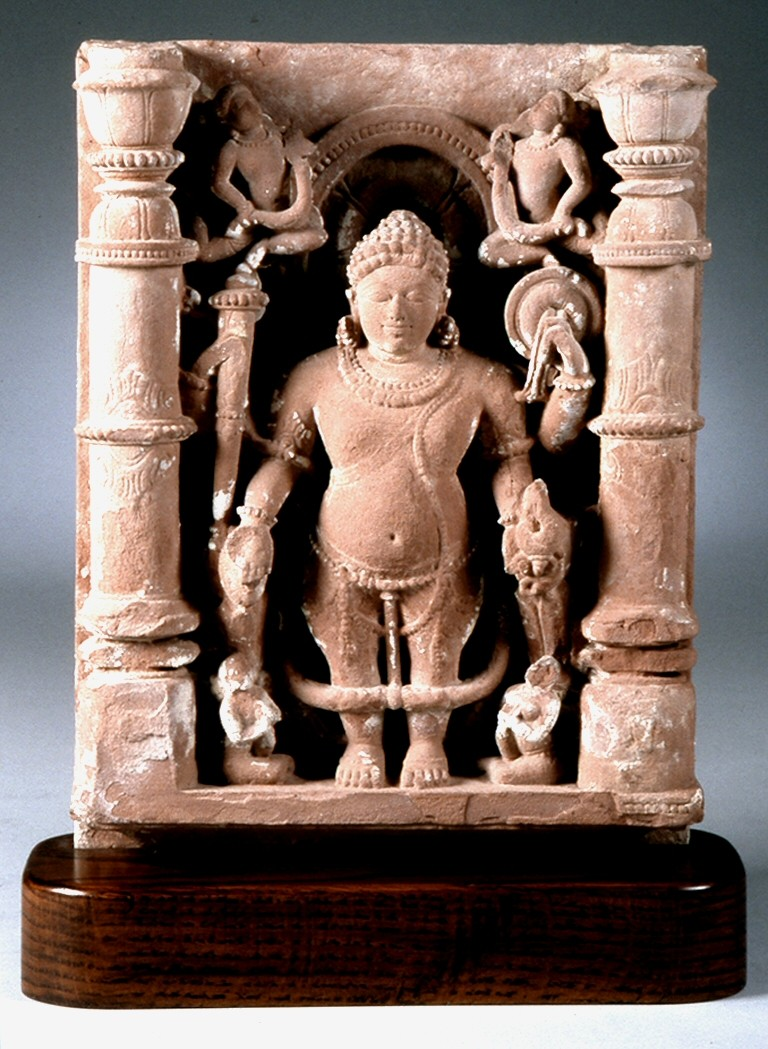
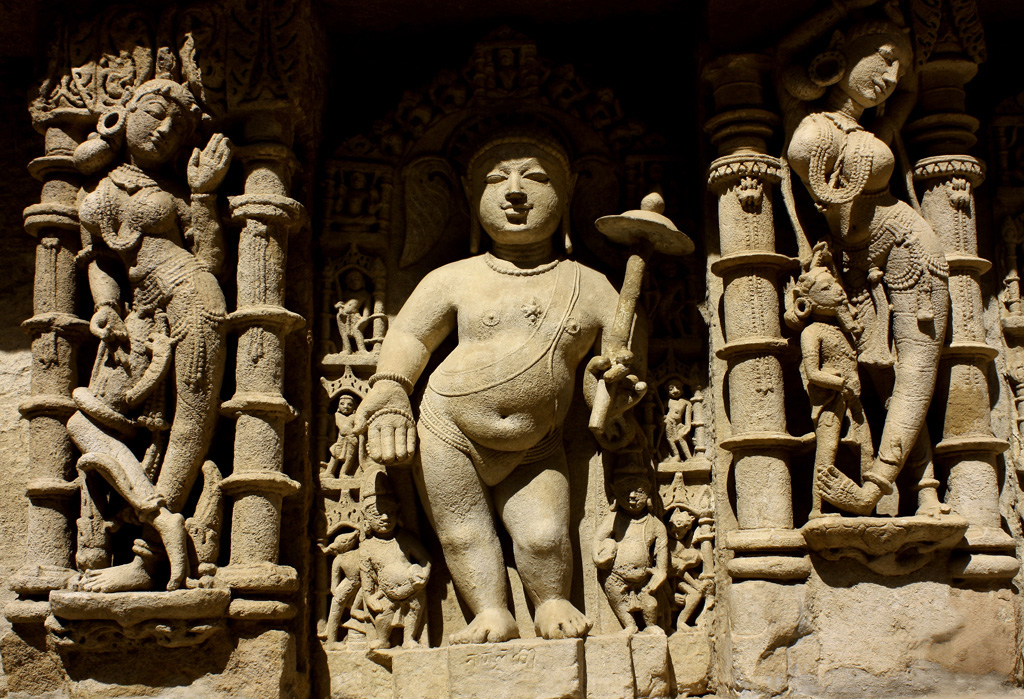
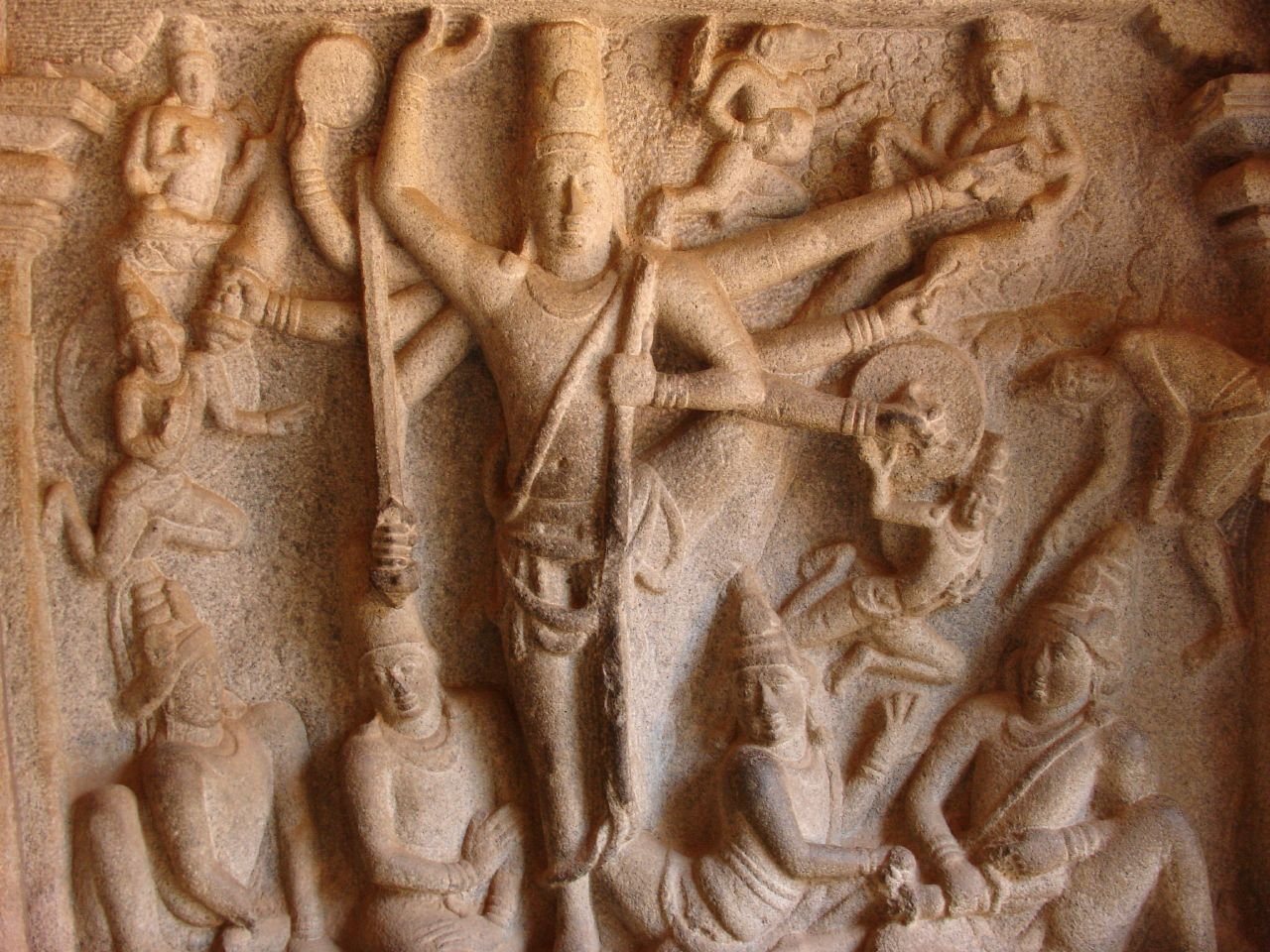
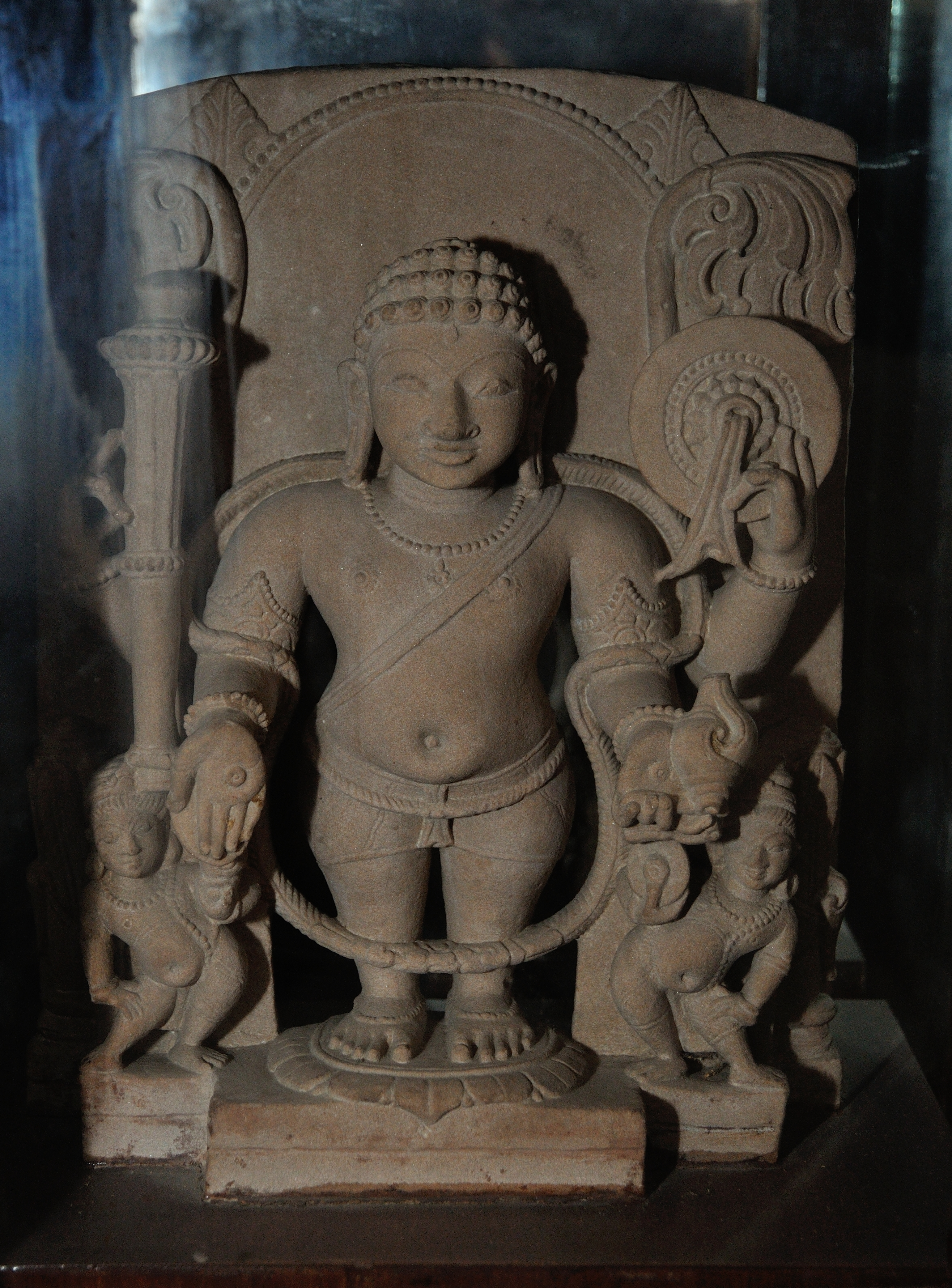
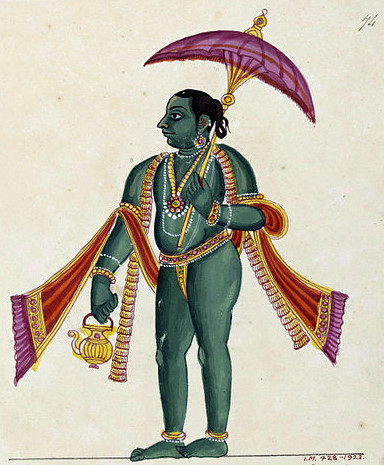
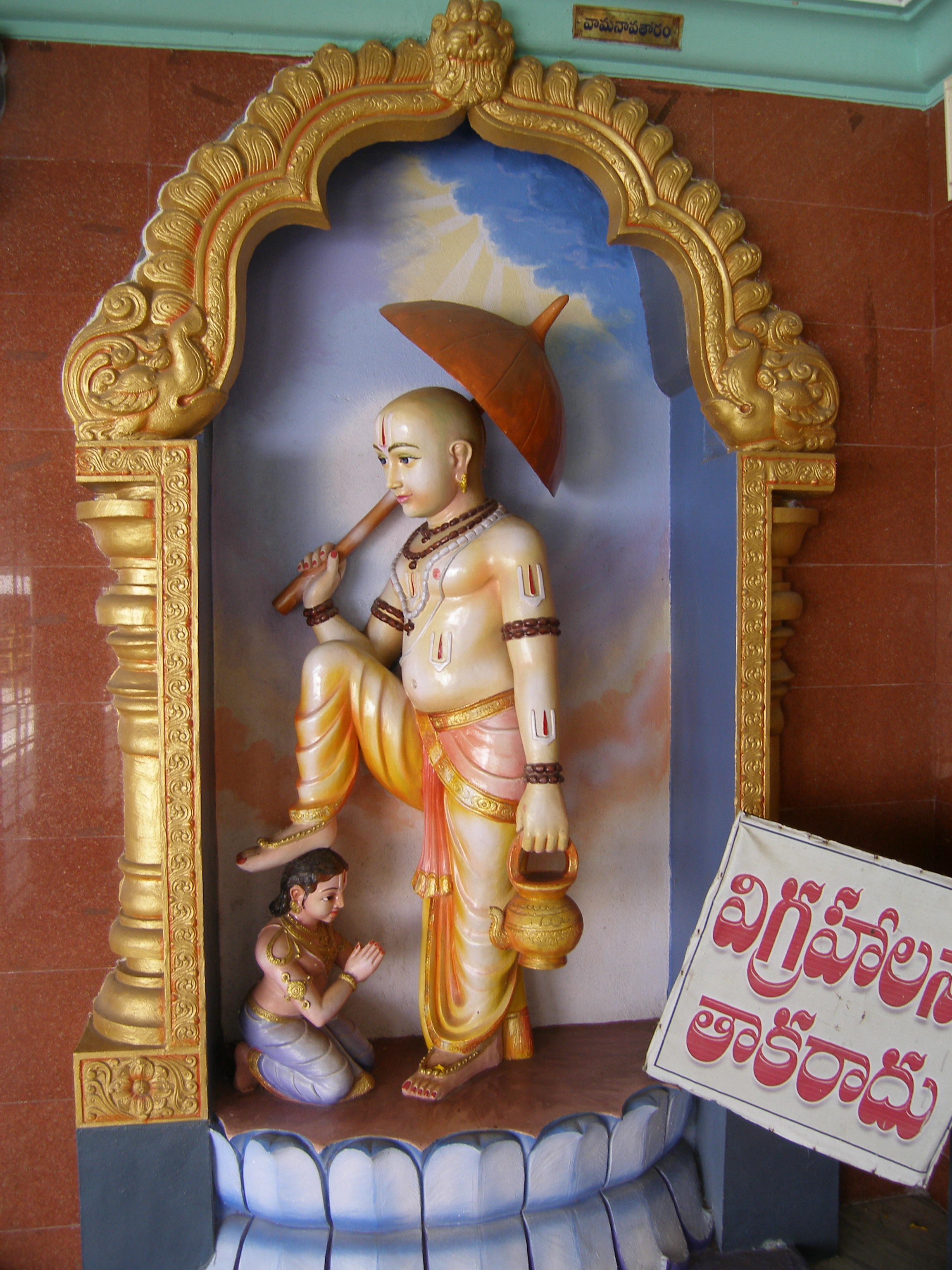